# Мидзуагэ
Мидзуагэ (яп. 水揚げ) — обряд взросления гейши и юдзё, сопровождавшийся у проституток (юдзё) выставлением девственности на продажу. (Существуют источники, утверждающие, что девственности лишались и некоторые гейши.) «Мидзу» означает «вода», а «агэ» — «поднять» или «поместить», происхождение термина — либо жаргон рыболовов (первый улов рыбы), либо метафора антологии Манъёсю, где девственниц называли «ещё не спущенной на воду лодкой». Кроме того, развлечения с проститутками и гейшами назывались «водяной бизнес» (яп. 水商売 мидзу сё:бай). Скорее всего, термин является сочетанием всех этих смыслов.
Целью мидзуагэ было, во-первых, познакомить ученицу (майко или камуро) с клиентурой, и, во-вторых, собрать сумму денег с её данна (яп. 旦那 покровитель гейши), её спонсоров. Эти деньги становились стартовой суммой для начала карьеры в качестве гейши, а также откладывались на проведение церемонии эрикаэ, перехода из майко в гейши. При этом гейша может и не иметь с данна никаких сексуальных отношений. Для мидзуагэ выбирался богатый и пожилой клиент, который должен был нежно провести девушку в мир сексуальных отношений; после мидзуагэ он не имел с ней никаких отношений.
После мидзуагэ начинающая гейша или юдзё носит новую прическу, соответствующую её новому статусу, у гейш это причёска офуку с шёлковой лентой, приколотой к основанию пучка волос на затылке. Современными гейшами продажа девственности не практикуется, а ритуал взросления стал похож на церемонию совершеннолетия и сопровождается только сменой причёски.